# Alan Hardy
Alan Timothy Hardy (Detroit, 25 maggio 1957) è un ex cestista statunitense, professionista nella NBA e in Italia.